# USS Jarvis (DD-393)

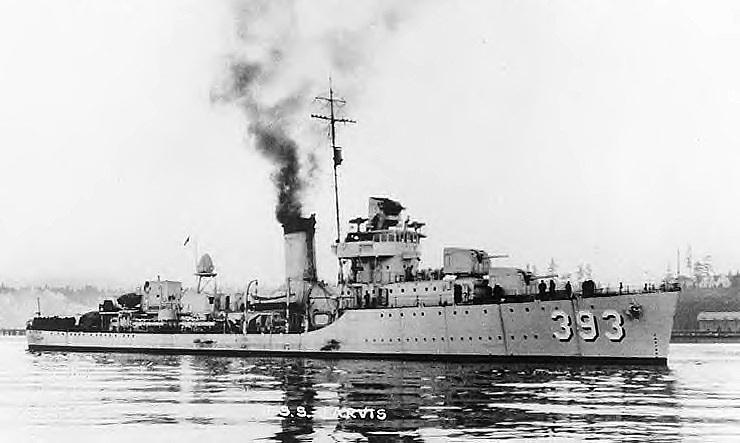
USS Jarvis (DD-393).

L’USS Jarvis est un destroyer de classe Bagley en service dans la marine américaine durant la Seconde Guerre mondiale. Il est coulé en 1942 durant la bataille de Guadalcanal. Pas un de ses 233 membres d'équipage n'échappe à la mort.